# محوطه ماشکید۴
محوطه ماشکید۴ مربوط به هزاره ۴ و۳ قبل از میلاد است و در شهرستان سراوان، بخش جالق، ۱۵/۸ کیلومتری شمالغرب شهر جالق، منطقه آب سردین واقع شده و این اثر در تاریخ ۲۸ اسفند ۱۳۸۵ با شمارهٔ ثبت ۱۸۹۲۹ به‌عنوان یکی از آثار ملی ایران به ثبت رسیده است.